# トマト煮
トマト煮（トマトに）は肉や魚介類、野菜などをトマトと煮込んだ料理。トマト煮込みともいう。

## 材料
トマトベースで肉（特に鶏肉や牛の内臓）、野菜、魚介類（特にイイダコ）を煮込む。しめじやパセリを加えても良い。